# Love/Life
Love/Life (sottotitolato L'amore e la vita al tempo degli 883) è la seconda ed ultima raccolta degli 883 (terza, considerando la raccolta Mille grazie), pubblicata l'8 novembre 2002, nonché decimo e ultimo album della carriera del gruppo: poco dopo, infatti, il frontman Max Pezzali intraprenderà la carriera da solista decretando la fine ufficiale del gruppo. Ad ulteriore conferma dell'imminente fine del progetto 883, l'album risulta accreditato in copertina a Max Pezzali/883 invece che al solo gruppo.

## Il disco
Il titolo e le canzoni presenti nel disco sono dedicate all'amore e alla vita. L'album fu pubblicato nell'autunno 2002 e oltre a brani del passato del gruppo (qui soltanto tutte le ballate, come dice anche il titolo) contiene anche due inediti: Ci sono anch'io, brano scritto da John Rzeznik dei Goo Goo Dolls per la colonna sonora del film Disney Il pianeta del tesoro e adattato in italiano da Pezzali, e Quello che capita, il cui video mostra frammenti della storia degli 883 e si conclude con il celebre logo che svanisce nell'ombra, a simboleggiare la fine del gruppo e l'inizio della carriera da solista di Pezzali.

## Tracce
Testi e musiche di Max Pezzali, eccetto dove indicato.
1. Ci sono anch'io - 3:46 (Pezzali, Rzeznik)
2. Quello che capita - 4:51
3. Una canzone d'amore - 5:32 (Pezzali, Cecchetto)
4. Se tornerai - 3:34 (Pezzali, Repetto)
5. Come mai - 4:17 (Pezzali, Repetto)
6. Nessun rimpianto - 4:19 (Pezzali, Guarnerio, Peroni)
7. Come deve andare - 4:35
8. Tutto ciò che ho - 4:33 (Pezzali, Guarnerio, Peroni)
9. Io ci sarò - 4:36
10. Senza averti qui - 3:47 (Pezzali, Guarnerio, Peroni)
11. La dura legge del gol - 5:02 (Pezzali, Cecchetto, Guarnerio, Peroni)
12. Gli anni ('96) - 4:35
13. Nient'altro che noi - 4:33 (Pezzali, Guarnerio, Peroni)
14. Le luci di Natale - 4:43 (Pezzali, Guarnerio, Peroni)
15. Andrà tutto bene - 4:14
16. Ti sento vivere - 3:35 (Pezzali, Guarnerio, Peroni)
17. Weekend - 3:49 (Pezzali, Repetto)
18. Grazie mille - 4:05

## Classifiche
| Classifica (2002) | Posizione massima |
| ----------------- | ----------------- |
| Italia            | 6                 |

| Classifica di fine anno (2002) | Posizione |
| ------------------------------ | --------- |
| Italia                         | 58        |

## Formazione
L'inedito Quello che capita è stato suonato da:
- Max Pezzali - voce
- Alberto Tafuri - tastiera
- Matteo Bassi - basso
- Emiliano Bassi - batteria
- Massimiliano Pelan - chitarra
- Daniele Gregolin - chitarra
- Fabrizio Frigeni - chitarra